# Meridià 87 a l'est
El meridià 87 a l'est de Greenwich és una línia de longitud que s'estén des del pol Nord travessant l'oceà Àrtic, Àsia, l'oceà Índic, l'oceà Antàrtic i l'Antàrtida fins al pol Sud.
El meridià 87 a l'est forma un cercle màxim amb el meridià 93 a l'oest. Com tots els altres meridians, la seva longitud correspon a una semicircumferència terrestre, uns 20.003,932 km. Al nivell de l'Equador, és a una distància del meridià de Greenwich de 9.685 km.

## De Pol a Pol
Començant en el pol Nord i dirigint-se cap al pol Sud, aquest meridià travessa:
| Coordenades                             | País, territori o mar        | Notes |
| --------------------------------------- | ---------------------------- | --- |
| 90° 0′ N, 87° 0′ E / 90.000°N,87.000°E  | Oceà Àrtic                   | |
| 81° 8′ N, 87° 0′ E / 81.133°N,87.000°E  | Mar de Kara                  | |
| 75° 8′ N, 87° 0′ E / 75.133°N,87.000°E  | Rússia                       | Krai de Krasnoiarsk Óblast de Tomsk — des 59° 53′ N, 87° 0′ E / 59.883°N,87.000°E Óblast de Kémerovo — des 56° 32′ N, 87° 0′ E / 56.533°N,87.000°E Krai de l'Altai — des 53° 3′ N, 87° 0′ E / 53.050°N,87.000°E Khakàssia — des 52° 54′ N, 87° 0′ E / 52.900°N,87.000°E Krai de l'Altai — des 52° 45′ N, 87° 0′ E / 52.750°N,87.000°E República de l'Altai — des 52° 39′ N, 87° 0′ E / 52.650°N,87.000°E |
| 49° 18′ N, 87° 0′ E / 49.300°N,87.000°E | Kazakhstan                   | |
| 49° 6′ N, 87° 0′ E / 49.100°N,87.000°E  | República Popular de la Xina | Xinjiang Tibet — des 36° 18′ N, 87° 0′ E / 36.300°N,87.000°E |
| 27° 57′ N, 87° 0′ E / 27.950°N,87.000°E | Nepal                        | |
| 26° 32′ N, 87° 0′ E / 26.533°N,87.000°E | Índia                        | Bihar Jharkhand — des 24° 37′ N, 87° 0′ E / 24.617°N,87.000°E Bengala Occidental — des 23° 51′ N, 87° 0′ E / 23.850°N,87.000°E Odisha — des 22° 2′ N, 87° 0′ E / 22.033°N,87.000°E |
| 20° 39′ N, 87° 0′ E / 20.650°N,87.000°E | Oceà Índic                   | |
| 60° 0′ S, 87° 0′ E / 60.000°S,87.000°E  | Oceà Antàrtic                | |
| 66° 6′ S, 87° 0′ E / 66.100°S,87.000°E  | Antàrtida                    | Territori Antàrtic Australià, reclamada per Austràlia |